# 第4步兵师 (德国国防军)
第4步兵師（德語：4. Infanterie-Division）是威瑪共和國防衛軍陸軍、納粹德國國防軍陸軍的一個步兵師。該師於1934年在德累斯顿組建。第二次世界大戰期間，該師參與入侵波蘭、入侵法國行動。
該師最後於1940年8月，改編為第14裝甲師。第4步兵師番號直到1945年德國投降再也沒有重新使用。

## 註腳
1. ↑  Mitcham（2007年）